# 1741-й отдельный сапёрный батальон
1741-й отдельный сапёрный батальон  — воинская часть в вооружённых силах СССР во время Великой Отечественной войны, насчитывал два формирования

## 1741-й отдельный сапёрный батальон 1-го формирования
Сформирован осенью 1941 года в районе  Ярославля в составе 6-й сапёрной бригады, до декабря 1942 года занят на строительстве тыловых оборонительных рубежей восточнее Московской области.
В составе действующей армии с 1 января 1942 года по 3 октября 1942 года.
В декабре 1942 года был направлен на Волховский фронт, где поступил в распоряжение 2-й ударной армии, обеспечивал строительство её укреплений и коммуникаций. Принимал участие вместе с армией в Любанской операции и Синявинской операции. В ходе Любанской операции понёс большие потери, фактически был уничтожен у Мясного Бора
3 октября 1942 года переформирован в 271-й отдельный инженерный батальон

## Подчинение
| Подчинение по месяцам | Подчинение по месяцам | Подчинение по месяцам | Подчинение по месяцам | Подчинение по месяцам |
| Дата                  | Фронт (округ)         | Армия                 | Бригада               | Примечания            |
| --------------------- | --------------------- | --------------------- | --------------------- | --------------------- |
| 1 января 1942 года    | Волховский фронт      | 2-я ударная армия     | -                     | —                     |
| 1 февраля 1942 года   | Волховский фронт      | 2-я ударная армия     | -                     | —                     |
| 1 марта 1942 года     | Волховский фронт      | 2-я ударная армия     | -                     | —                     |
| 1 апреля 1942 года    | Волховский фронт      | 2-я ударная армия     | -                     | —                     |
| 1 мая 1942 года       | Ленинградский фронт   | 2-я ударная армия     | -                     | —                     |
| 1 июня 1942 года      | Ленинградский фронт   | 2-я ударная армия     | -                     | —                     |
| 1 июля 1942 года      | Волховский фронт      | 2-я ударная армия     | -                     | -                     |
| 1 августа 1942 года   | Волховский фронт      | 2-я ударная армия     | -                     | -                     |
| 1 сентября 1942 года  | Волховский фронт      | 2-я ударная армия     | -                     | -                     |
| 1 октября 1942 года   | Волховский фронт      | 2-я ударная армия     | -                     | -                     |

## 1741-й отдельный сапёрный батальон 2-го формирования
Сформирован летом 1942 года в составе 6-й сапёрной бригады взамен отправленного на фронт батальона 1-го формирования.
В составе действующей армии с 12 августа 1942 года по 11 сентября 1942 года.
Находился на восстановлении Можайской линии обороны.
11 сентября 1942 года с расформированием 6-й сапёрной бригады переформирован в 258-й отдельный моторизованный инженерный батальон

## Подчинение
| Подчинение по месяцам | Подчинение по месяцам   | Подчинение по месяцам | Подчинение по месяцам | Подчинение по месяцам |
| Дата                  | Фронт (округ)           | Армия                 | Бригада               | Примечания            |
| --------------------- | ----------------------- | --------------------- | --------------------- | --------------------- |
| 1 сентября 1942 года  | Московская зона обороны | 3-я сапёрная армия    | -                     | -                     |